# Daniel Amokachi
Daniel Owefin Amokachi, född 30 december 1972 i Kaduna, är en nigeriansk före detta professionell fotbollsspelare (anfallare). Amokachi representerade det nigerianska landslaget i 42 matcher och gjorde då 12 mål. Han deltog bland annat i VM 1994, VM 1998, Afrikanska Cupen 1994 och OS 1996 (guldmedalj). Han har också spelat i klubbar som Besiktas JK, där han blivit skyttekung, Everton FC, Club Brugge KV och Ranchers Bees.